# Leonor Benedetto
Leonor Benedetto (Paraná, 30 ottobre 1941) è un'attrice e regista teatrale argentina.

## Biografia
Di famiglia italiana (i nonni nacquero in Sicilia), ha studiato all'università, dapprima filosofia, poi medicina, ma senza mai arrivare a laurearsi.
Nota nel suo Paese soprattutto come attrice di prosa, è riuscita a imporsi internazionalmente sul versante cinematografico, per essere stata la protagonista del film Rosa de lejos, tratto dalla telenovela argentina omonima (anche questa interpretata da lei), e ancor di più per aver recitato nella pellicola Un posto nel mondo, candidata all'Oscar come miglior film straniero.
Ha al suo attivo varie regie teatrali: nel 2005 ha invece diretto per la prima volta un lungometraggio.

## Vita privata
Ha tre figli.

## Filmografia

### Cinema

#### Regista
- El buen destino (2005)

#### Sceneggiatrice
- El buen destino (2005)

#### Interprete
- El ciclo (corto) (1963)
- El Santo de la espada (1970)
- Bajo el signo de la patria (1971)
- Contigo y aquí (1974)
- Proceso a la infamia (1974)
- El gordo de América (1976)
- Las locas (1977)
- Con mi mujer no puedo (1978)
- El fantástico mundo de la María Montiel (1978)
- El poder de las tinieblas (1979)
- De cara al cielo (1979)
- Rosa de lejos (1980)
- Atrapadas (1984)
- Las lobas (1986)
- Un posto nel mondo (Un lugar en el mundo), regia di Adolfo Aristarain (1992)
- Lola Mora (1995)
- Cuento para una niña (corto) (1995)
- Secretos compartidos (1998)
- Time's up! - (2001)
- Próxima salida (2004)
- Amapola (2014)

### Televisione

#### Interprete
- Su comedia favorita (1965)
- Esta noche... miedo (1970)
- El hombre que me negaron (1970)
- Rolando Rivas, taxista (1972–1973)
- Mi hombre sin noche (1974)
- Alta comedia (1974)
- La barca sin pescador (1974)
- Alguien por quien vivir (1975)
- Una promesa para todos (1978)
- Rosa... de lejos; altro titolo: Rosa... del cuore (Rosa... de lejos) (1980)
- Un amore eterno (Que Dios se lo pague) (1981)
- Profesión: señora (1983)
- Bárbara Narváez (1984)
- Mediomundo (Cile, 1985)
- Hombres de ley (1988)
- Brigada Central (1989)
- Di Maggio (1990)
- Atreverse (1991)
- Luces y sombras (1992)
- Como pan caliente (1996)
- Ricos y famosos (1997)
- Mi ex (1999)
- Tiempo final (2002)
- El gourmet (2002)
- Padre Coraje (2004)
- Piel naranja... años después (2004)
- Hombres de honor (2005)
- Rosa, Violeta y Celeste (2009)
- Herederos de una venganza (2011-2012)
- Los ricos no piden permiso (2015-2016)
- Estocolmo (2016)